# Melanoplus arizonae
Melanoplus arizonae är en insektsart som beskrevs av Scudder, S.H. 1878. Melanoplus arizonae ingår i släktet Melanoplus och familjen gräshoppor. Inga underarter finns listade i Catalogue of Life.